# 6671 Concari
A 6671 Concari 1994 NC1 a Naprendszer kisbolygóövében található aszteroida. Eleanor F. Helin fedezte fel 1994. július 5-én.